# Česko-německé vztahy po druhé světové válce
Česko-německé vztahy po druhé světové válce hrají významnou roli v české vnitřní politice. I když po roce 1989 došlo zejména u mladé české generace k velké názorové transformaci, přesto jsou česko-německé vztahy zatíženy určitými skupinovými stereotypy. U Němců je otázka vztahů mezi oběma národy celkem rezistentní a to jak v pozitivním, tak i negativním vnímaní. Běžně se objevuje téma odsunu nebo vyhnání sudetských Němců při politických veřejných debatách, zrovna tak se diskutuje o tzv. Benešových dekretech. Z české strany lze vypozorovat řadu mýtů, které mají historické kořeny ve vymezování se vůči němectví během formování národní identity během 19. století. Od roku 1989 zesílila také politická angažovanost reprezentantů německé menšiny v Česku, na jejichž požadavky reagovala část českých politiků.

## Od roku 1945 do roku 1989

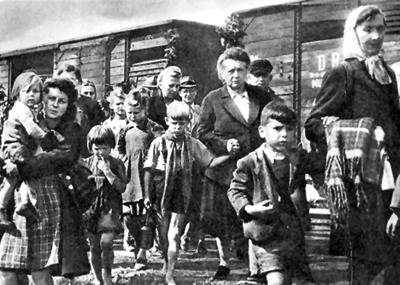
Vysídlování německých obyvatel v roce 1945.

Po druhé světové válce byla valná část německého obyvatelstva z českého území nuceně vysídlena. Podle výsledků sčítání lidu z roku 1930 žilo v Československu 3 149 820 Němců. V březnu 1947 bylo v českých zemích vedeno 192 259 Němců. Jednalo se převážně o neodsunuté antifašisty a jejich rodiny. Při sčítání lidu v roce 1991 se hlásilo k německé národnosti 48 556 občanů Česka, v roce 2001 už jen 39 238 lidí (0,4 % občanů Česka).
Komunistická propaganda se podepsala na poválečném mýtu, kdy Němci ze Západu byli považováni za revanšisty a neonacisty. Protipól měla tvořit politika NDR. Po pádu Železné opony a znovusjednocení Německa se stal vztah k Němcům a potažmo Německu znovu předmětem kontroverzního zájmu. Historicky zatížené debaty se nejvíce týkají témat sudetských Němců v 30. a 40. letech 20. století. Názorové diskuze oscilují od principu kolektivní viny až po Beneše jako politika nesnášejícího Němce a Maďary. 

## Po roce 1989

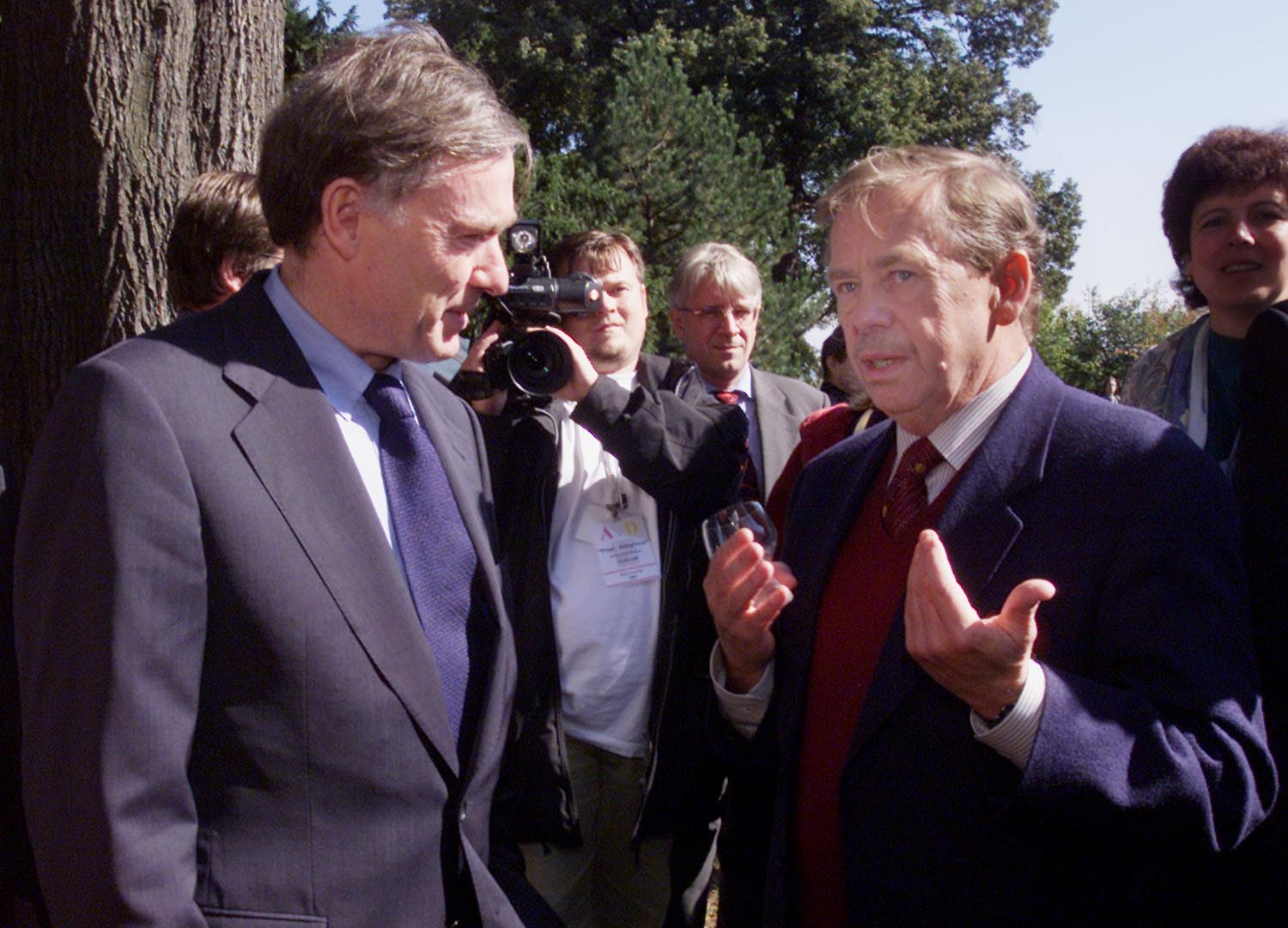
Václav Havel s Horstem Köhlerem na Pražském hradě, září 2000.

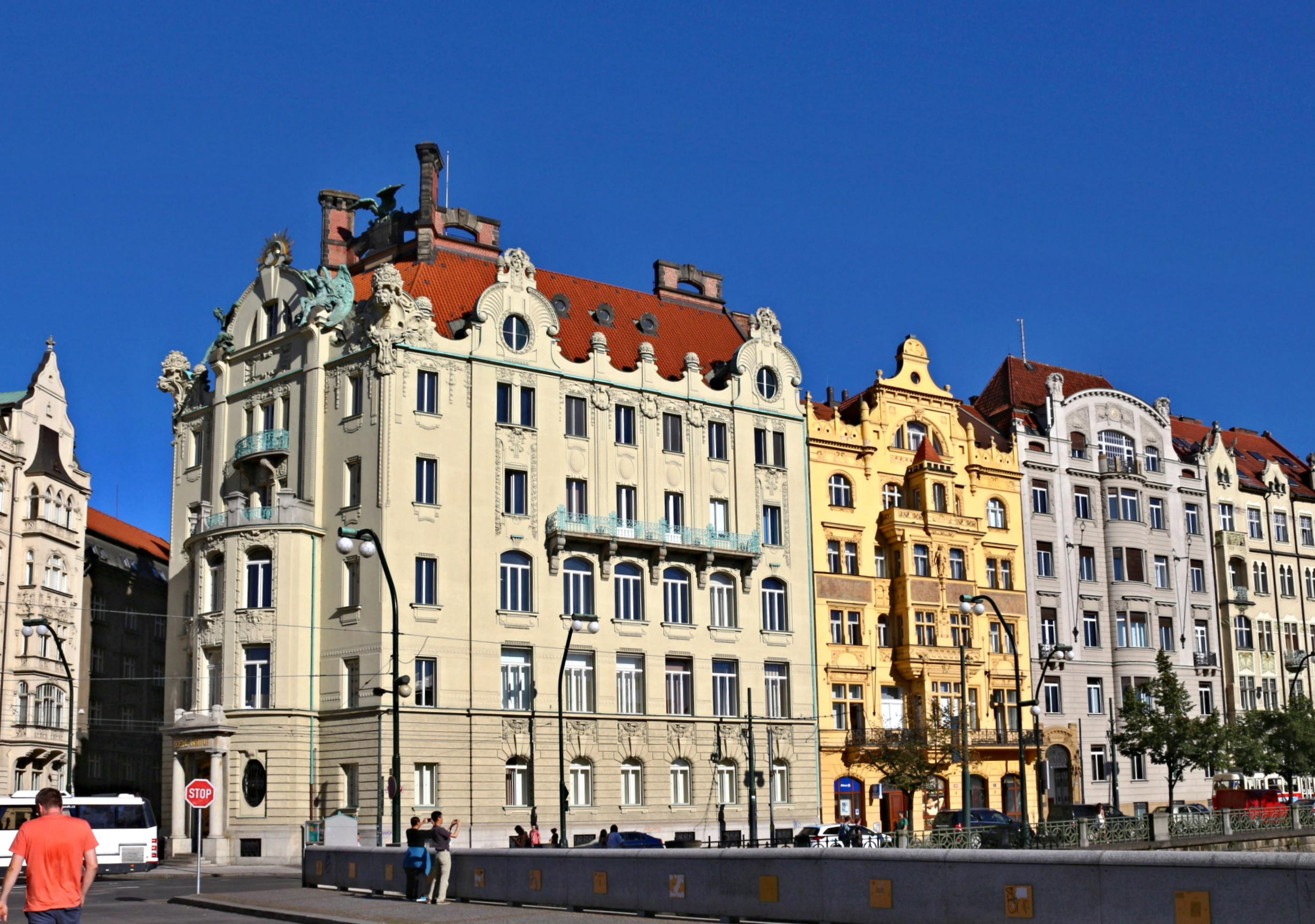
Goethe-Institut, Praha

Rok 1989 byl pro česko-německé vztahy velmi významný. V Československu došlo k sametové revoluci a pádu totalitního režimu, u západních německých sousedů zase padla Berlínská zeď a oba německé státy se sjednotily. Česko i sjednocené Německo se nejprve vyrovnávaly se společnou minulostí.
V oblasti bilaterálních vztahů mezi Českem a Německem se řešily otázky jednak evropské, ale i historické.
Evropská agenda se zabývala vstupem do Severoatlantické aliance (NATO) a Evropské
unie. V první polovině 90. let se vztahy na politické úrovni rozvíjely pomalu. Vztahy byly zatíženy odlišnými stanovisky vládních představitelů, osobními antipatiemi politiků, ale samozřejmě i nevyřešenými otázkami minulosti. Řešení otázek společné historie připadlo do rezortu historické agendy.
Nejaktivněji vystupovalo Sudetoněmecké krajanské sdružení (SL). Hlavní náplní jeho požadavků bylo jednání s českou vládou a samozřejmě splnění historických požadavků. Česká strana taková jednání odmítla. Teprve od druhé poloviny 90. let docházelo k vyjednávání mezi Českem a Německem. V roce 1990 Václav Havel navštívil presidenta Německé spolkové republiky a prohlásil:
„...Šest let nacistické nadvlády stačilo na to, abychom se stali obětí infekce zla. Namísto toho, abychom předali ty, kdo zradili tento stát, řádnému soudu, jsme je vyhnali ze země a potrestali odplatou, která šla mimo hranice zákona. To nebyl trest. To byla pomsta...“
Václav Havel, Mnichov, leden 1990
Následně byl českou veřejností a různými politickými stranami obviňován, že rozdmýchal „revanšistické nároky sudeťáckého landsmanšaftu“. Nakonec se musel všemožně hájit, až zformuloval v roce 1995 diplomatickou „omluvu Čechům” za předcházející „omluvu Němcům”.
V roce 1997 podepsaly Česká republika a Spolková republika Německo Česko-německou deklaraci o vzájemných vztazích a jejich budoucím rozvoji. Z textu samotného se dá odvodit snaha "udělat za minulostí tlustou čáru". Odsun je předmětem článku II. až IV.

II
„...Německá strana přiznává odpovědnost Německa za jeho roli v historickém vývoji, který vedl k mnichovské dohodě z roku 1938, k útěku a vyhánění lidí z československého pohraničí, jako i k rozbití a obsazení Československé republiky. Lituje utrpení a křivd, které byly zpùsobeny českému lidu nacionálně socialistickými zločiny Němců. Německá strana vzdává čest obětem nacionálně socialistické vlády násilí a těm, kteří této vládě násilí kladli odpor. Německá strana si je rovněž vědoma, že nacionálně-socialistická politika násilí vůči českému lidu přispěla k vytvoření půdy pro poválečný útěk, vyhánění a nucené vysídlení.
III
Česká strana lituje, že poválečným vyháněním, jakož i nuceným vysídlením sudetských Němců z tehdejšího Československa, vyvlastňováním a odnímáním občanství bylo způsobeno mnoho utrpení a křivd nevinným lidem, a to i s ohledem na kolektivní charakter přisuzování viny. Zejména lituje excesù, které byly v rozporu s elementárními humanitárními zásadami i s tehdy platnými právními normami, a nadto lituje, že bylo na základě zákona č. 115 z 8. května 1946 umožněno nepohlížet na tyto excesy jako na bezprávné, a že následkem toho nebyly tyto činy potrestány.
IV

Obě strany se shodují v tom, že spáchané křivdy náležejí minulosti, a že tudíž zaměří své vztahy do budoucnosti. Právě proto, že si zůstávají vědomy tragických kapitol svých dějin, jsou rozhodnuty nadále dávat při utváření svých vztahù přednost dorozumění a vzájemné shodě, přičemž každá strana zůstává vázána svým právním řádem a respektuje, že druhá strana má jiný právní názor. Obě strany proto prohlašují, že nebudou zatěžovat své vztahy politickými a právními otázkami pocházejícími z minulosti...”
Česko-německá deklarace o vzájemných vztazích a jejich budoucím rozvoji z 21. 1. 1997

Nicméně česká strana nevyhlásila Benešovy dekrety za tzv. „vyhaslé” nebo „právně umrtvené”, čímž se symbolicky nedistancovala od v současné době nepřijatelné kolektivní viny. Téma dekretů je tedy stále součástí politických debat nebo volebního klání.
„Na rovině infantilního vzájemného účtování vin mohli čeští vysídlovači z roku 1945 poukázat na „zradu“ vysídlených r. 1938, avšak stejným právem mohli čeští Němci uplatňovat rozhodnutí z let 1918/19, kdy se jich nikdo neptal, chtějí-li se stát Čechoslováky, stejně jako Češi mohli roku 1918 poukazovat na desetiletí, kdy němečtí politici bránili národnímu vyrovnání atd. ad absurdum.“

Bedřich W. Loevenstein, esejista 
Jörg Heider např. v roce 2002 vyhrožoval, „že pokud Praha dekrety nezruší, zablokuje vstup Česka do Unie”. Nato reagovali čeští politici, jako třeba tehdejší premiér Zeman, který označil „sudetské Němce za Hitlerovu pátou kolonu a prý mohli hovořit o štěstí, že nebyli popraveni jako zrádci.” Německý kancléř Gerhard Schröder přirozeně zrušil oficiální návštěvu Česka. Českým pravicovým i levicovým politikům se populistický nacionalismus nevyhnul ani v roce 2004, kdy pobouřili celou Evropu snahou uzákonit větu (pro kterou 118 poslanců hlasovalo), „Edvard Beneš se zasloužil o český stát“. Zákon neprošel Senátem, senátní veto však Sněmovna přehlasovala (viz Zákon o zásluhách Edvarda Beneše).

## Postoj Čechů k Němcům
Výzkumy veřejného mínění říkají, že 27 % lidí v Česku by vadilo, pokud by v jejich sousedství bydlela sudetoněmecká rodina, jen 13 % by vadilo, kdyby byla německá. Třetina obyvatel by nerespektovala německého nadřízeného a pro pětinu obyvatel je nepředstavitelné, že by se jejich syn či dcera vydali za Němce. Negativní postoje k Němcům podle statistiky vykazují příznivci levice a starší generace. Všeobecně dopadají v průzkumech v Česku Němci hůře ve srovnání s ostatními národnostmi v EU. 
Řada stereotypů a mýtů o Němcích má počátky v dávné historii 19. století a souvisí s nacionalismem Národního obrození. A tak jsou Němci viděni negativně pokud jde o rozpínavost, agresivitu a panovačnost. Naopak pozitivně jsou jim připisovány ctnosti jako disciplinovanost, přesnost, serióznost, důslednost, šetrnost. Češi připisují Němcům pozitiva také v pracovní kázni, podnikové kultuře či kultuře jednání mezi českou a německou společností. 
V otázce odsunu nepanuje společenský konsensus, proto také moderní školní výukové programy s touto otázkou pracují a poukazují zejména na nepřijatelnost kolektivní viny a naopak utváření vlastního názoru na podkladě prostudování několika fundovaných pramenů místo třeba veřejného tisku.

## Německá menšina v Česku

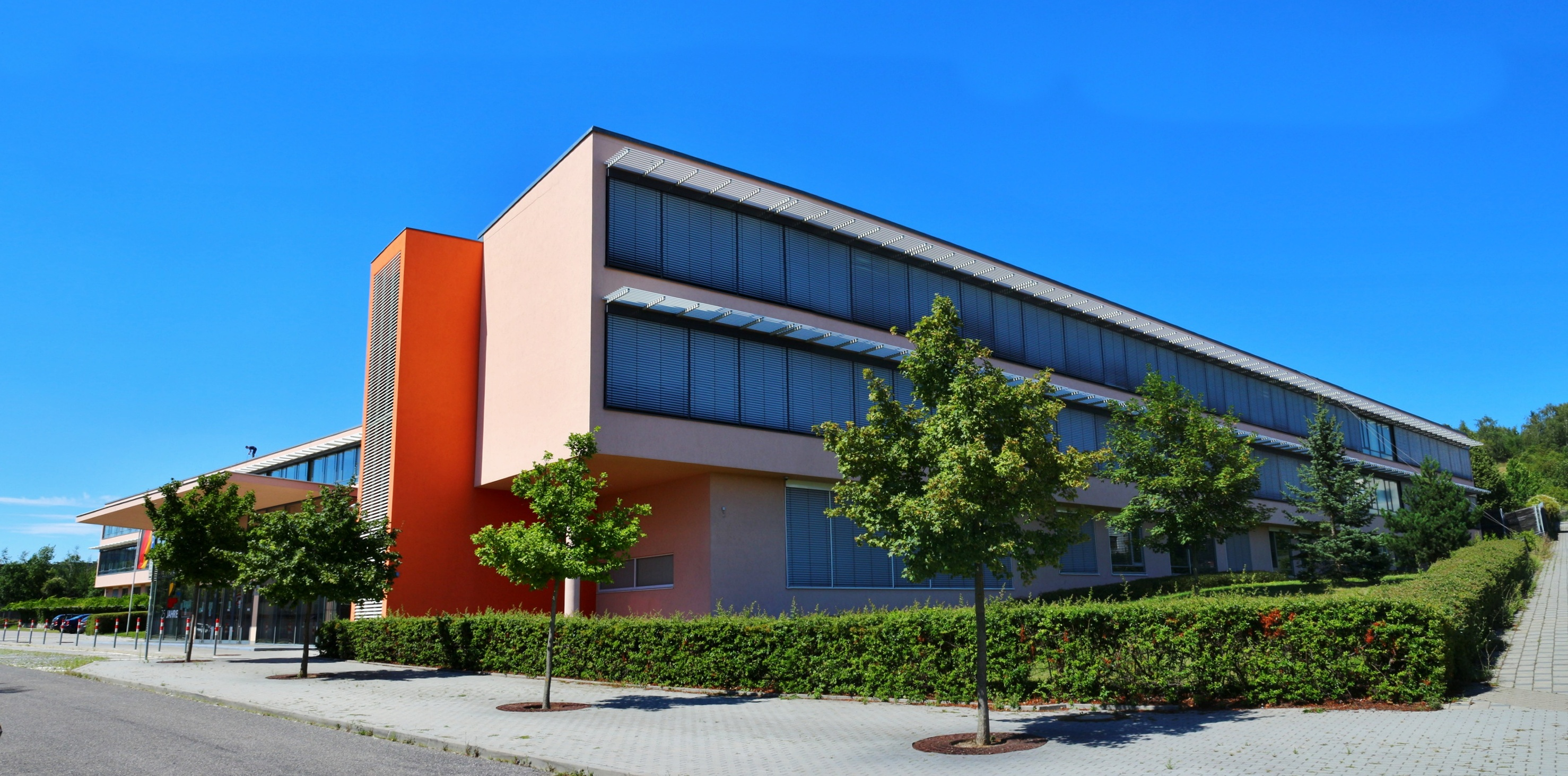
Německá škola v Praze

První poválečnou organizací Němců bylo v Česku roku 1969 Kulturní sdružení občanů německé národnosti ČSSR ( německy Kulturverband der Bürger deutscher Nationalität der ČSSR). V roce 1990 došlo k přejmenování z Kulturverband na Kulturní svaz v ČSFR, ale pro jeho zdiskreditování během komunistického režimu ho značná část členů opustila. Na počátku roku 1990 vznikl Svaz Němců v ČSFR ( německy Verband der Deutschen in der ČSFR), který navazoval spolupráci s vyhnanými Němci v příslušných regionech v SRN. Odsunutí sudetští Němci se sdružují především v Sudetoněmeckém krajanském sdružení - Sudetendeutsche Landsmannschaft. Výsledkem snah o vytvoření jednotné německé organizace v českých zemích bylo vytvoření Shromáždění Němců v Čechách, na Moravě a ve Slezsku (německy Landesversammlung der Deutschen in Böhmen, Mähren und Schlesien), jehož ustavující shromáždění se konalo 7. 11. 1992. Registrace SNČMS jako občanského sdružení proběhla 19. 1. 1993. Funkci presidenta svazu zastávali Erwin Schulz, Walter Piverka, Hans Korbel a od roku 2001 je prezidentem Matin Dzingel. Shromáždění s regionálními svazy má přibližně 7000 členů. Zástupci Kulturverbandu se však shromáždění nezúčastnilo a neshody mezi oběma organizacemi lze zaznamenat i v roce 2014. Kulturní svaz občanů německé národnosti ČR (německy Kulturverband der Bürger deutscher Nationalität der ČR e.V.) má asi 5000 členů. Existují i menší místní organizace německé menšiny.